# Unitat del Poble Valencià
Pour les articles homonymes, voir UPV.
Ne doit pas être confondu avec Unió Democràtica del Poble Valencià.

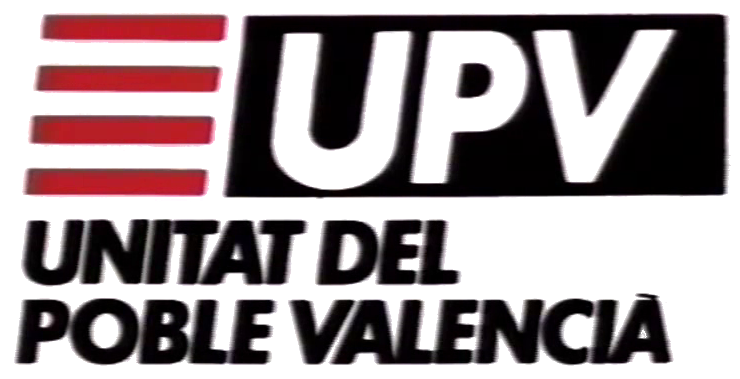
logo

Unitat del Poble Valencià (en français : « Unité du peuple valencien », abrégé en UPV) est un ancien parti politique nationaliste de la Communauté valencienne. Il s'agisait, à l'origine, une coalition formée en 1982 entre le Partit Nacionalista del País Valencià (PNPV) et l'Agrupament d'Esquerres del País Valencià (AEPV), à laquelle s'est adjointe Esquerra Unida del País Valencià (formation de courte durée, sans lien avec l'actuel homonyme, section valencienne d'Izquierda Unida) à l'occasion des élections autonomiques de 1983.

## Antécédents
Initialement, UPV était une coalition de deux partis nationalistes, le PNPV et l'AEPV.

### Partit Nacionalista del País Valencià
Le Partit Nacionalista del País Valencià (Parti nationaliste du Pays valencien) fut fondé en 1978 par Francesc de Paula Burguera. Jusqu'alors, Burguera avait été un leader du Partit Demòcrata i Liberal del País Valencià (Union démocrate et libérale du Pays valencien), qui s'était présenté au sein de la coalition de l'Union du centre démocratique (UCD) aux élections générales espagnoles de 1977, scrutin au cours duquel l'UCD obtint la majorité relative aux Cortes. Figurant en deuxième place sur la liste de la formation à Valence derrière Emilio Attard, Burguera obtint un siège de député mais il prit ses distances avec l'UCD lorsque celle-ci adopta un discours anticatalaniste, favorable aux courants blavéristes jusqu'alors sans représentation électorale, décida de quitter le groupe de l'UCD au Congrès pour rejoindre le groupe mixte et fonda avec Jesús Puig i Noguera le PNPV dans l'optique de rassembler toutes les forces politiques nationalistes du Pays valencien, de droite comme de gauche, qui avaient refuser la fusion dans des formations d'envergure étatique (PSOE et UCD). C'est dans cette formation qu'Enric Morera i Català, leader du Bloc nationaliste valencien entre 2004 et 2016, et porte-parole de la Coalition Compromís entre 2012 et 2015, fit ses débuts en politique.
Malgré le ralliement de figures importantes de la vie politique valencienne comme Josep Lluís Albiñana, la tentative se révéla cependant peu fructueuse. Le parti se présenta seulement dans la province de Valence aux élections générales de 1979, ne recueillit que 13 828 suffrages (1,29 %) et aucun siège ; aux élections municipales célébrées la même année, il recueillit en tout 18 015 voix favorables et obtint neuf conseillers,.

### Agrupament d'Esquerres del País Valencià
L'Agrupament d'Esquerres del País Valencià (Regroupement de gauches du Pays valencien, AEPV) était un groupe politique valencien formé en 1982, issu d'une scission du Partit Comunista del País Valencià, d'un secteur du PSAN ainsi que d'autres nationalistes indépendants.
En 1982, l'AEPV forma une coalition avec le PNPV pour se présenter aux élections autonomiques la même année, donnant naissance à l'UPV.

## Histoire
Parmi ses leaders figuraient Josep Lluís Blasco.
UPV ne remporta que 18 516 votes (0,9 %) aux Élections générales de 1982. Aux élections autonomiques de 1983, les premières, il obtint un meilleur résultat avec 58 663 suffrages, représentant 3,1 %.
En 1984, ses deux premières composantes se mirent d'accord pour constituer UPV en un véritable parti politique unifié.
Aux élections autonomiques de 1987, UPV se présenta en coalition avec Gauche unie du Pays valencien (EUPV), formation issue du Parti communiste espagnol, et obtient deux sièges de députés au Parlement valencien : Pere Mayor, pour la circonscription de Valence, et Aureli Ferrando, pour celle de Castellón. L'accord fut toutefois de courte durée et les deux députés d'UPV intégrèrent le groupe mixte. Le pacte avec EUPV suscita de plus d'importantes tensions et une crise interne qui se solda par une scission et de nombreuses désertions. Les secteurs situant leur priorité dans la construction d'un espace politique nationaliste fondèrent le Partit Valencià Nacionalista (Parti valencien nationaliste, PNV), tandis que d'autres, plus résolument à gauche, rejoignirent EUPV. Aux élections autonomiques de 1991, UPV se présenta en solitaire et obtint 73 813 votes (3,7 %), un score insuffisant pour obtenir une représentation au parlement.
Ces mauvais résultats, le climat négatif au sein de l'organisation ainsi que les changements survenus dans l'échiquier politique valencien avec l'arrivée au pouvoir du Parti populaire à la tête de la communauté autonome en 1995, provoquèrent une remise en question interne du positionnement du parti. Lors du congrès célébré à l'Eliana en 1996, on tenta de l'orienter vers une troisième voie entre les deux plus grands partis, sans exclure à priori la possibilité de pactes avec ceux-ci. En 1995, UPV et PNV s'étaient déjà présentés ensemble dans la coalition UPV-Bloc Nacionalista aux élections municipales. Fin 1998 fut célébré le premier congrès du Bloc nationaliste valencien (BNV), fédération qui obtint 102 700 voix (4,6 %) aux élections autonomiques de 1999. Dès lors, UPV ne fit plus d'apparition en tant qu'entité indépendante.